# Kadyrotar
Kadyrotar (ros. Кадыротар) – wieś w Rosji, w Dagestanie, w rejonie chasawiurckim. W 2010 liczyła 807 mieszkańców, głównie Czeczenów.